# Зејнеп (ТВ серија)
Зејнеп (тур. Doğduğun Ev Kaderindir) турска је драмска телевизијска серија. Темељи се на роману Девојка иза стакла Гулсерен Будајичиоглу. Екипу сценариста предводи Ејлем Џанполат, док режију потписују Чагри Бајрак и Мурат Озтурк. Премијерно је приказана 25. децембра 2019. године. У Србији је приказивао Пинк од 2. маја до 6. септембра 2022. године.

## Радња
Прича прати Зејнеп (Демет Оздемир), прелепу девојку која долази из сиромашне породице, али одгајана је у имућној породици. Наиме, када је имала само седам година, њена мајка Сакине (Зухал Генчер) прихвата понуду Нермин, жене за коју ради, да супругу Екрему и њој да Зејнеп како би добила прилику да се школује и има пристојан живот.
Сакине је донела тешку одлуку, али се задовољила тиме да настави да виђа Зејнеп, с обзиром на то да је наставила да ради у Немининој и Екремовој вили као чистачица. Због такве ситуације, Зејнеп одраста растрзана између два света — са једне стране, добила је првокласно образовање, дружи се са богатим друштвом и живи у велелепној вили на Босфору, али са друге стране, приморана је да крије тајну о свом пореклу — нико од њихових пријатеља из високог друштва не зна да је Зејнеп усвојена.
Зејнеп се забавља са богатим Фаруком (Енгин Хепилери), али осећа терет јер чак ни њему не сме да каже о свом пореклу и да јој Нермин и Екрем нису прави родитељи. Међутим, ствари почињу да се компликују кад јој Нермин, Екрем и Фарук организују рођенданску прославу изненађења. Зејнепина биолошка мајка Сакине се појављује, а када Зејнеп избегне да каже истину о њој Фаруку, Сакине одлази сломљена, у страху да губи ћерку. Ситуација се погоршава када Сакине сазна да је Фарук запросио Зејнеп, а да Нермин подржава тај брак и њихов одлазак из земље након што се венчају, како би Зејнеп склонила од праве породице.
У страху да ће изгубити ћерку заувек, Сакине не одобрава брак са Фаруком. Када сазна да згодан момак из њиховог краја, Мехди (Ибрахим Челикол), тражи девојку за брак, Сакине покушава да убеди Зејнеп да оде на састанак на слепо са њим. Зејнеп невољно одлази на састанак како не би повредила Сакине, а Мехди прихвата састанак како би удовољио својој мами. Када се Зејнеп и Мехди сретну, привлачност између њих се не може порећи.

## Улоге
| Глумац              | Улога                | Епизоде   |
| ------------------- | -------------------- | --------- |
| Демет Оздемир       | Зејнеп Гоксу Тунахан | 1—43.     |
| Ибрахим Челикол     | Мехди Карача         | 1—37.     |
| Енгин Озтурк        | Бариш Тунахан        | 15—43.    |
| Хелин Кандемир      | Кибрит / Дилара      | 1—34.     |
| Зејнеп Кумрал       | Мујган               | 1—23.     |
| Сенан Кара          | Нермин               | 1—43.     |
| Зухал Генчер        | Сакине               | 1—43.     |
| Наз Гоктан          | Емине                | 1—43.     |
| Елиф Сонмез         | Џемиле               | 1—43.     |
| Енгин Хапилери      | Фарук                | 1—18.     |
| Нуршим Демир        | Зелиха               | 1—12.     |
| Фатих Којуноглу     | Нух                  | 1—43.     |
| Инџинур Севимли     | Бенал                | 1—39, 43. |
| Хуља Дуљар          | Султан               | 1—43.     |
| Казим Синан Демирер | Бајрам               | 1—27.     |

## Епизоде
| Сезона | Сезона | Епизоде | Епизоде | Оригинално емитовање | Оригинално емитовање | Оригинално емитовање | Емитовање у Србији | Емитовање у Србији | Емитовање у Србији |
| Сезона | Сезона | Турска  | Србија  | Премијера            | Финале               | Мрежа                | Премијера          | Финале             | Мрежа              |
| ------ | ------ | ------- | ------- | -------------------- | -------------------- | -------------------- | ------------------ | ------------------ | ------------------ |
|        | 1.     | 12      | 39      | 25. децембар 2019.   | 1. јул 2020.         |                      | 2. мај 2022.       | 9. јун 2022.       |                    |
|        | 2.     | 31      | 99      | 30. септембар 2020.  | 12. мај 2021.        | 10. јун 2022.        | 6. септембар 2022. |                    |                    |